# Hope (チューリップの曲)
「hope」（ホープ）は、2005年5月21日に発売されたチューリップの通算41枚目のシングル。

## 解説
「あなたのいる世界」より3年ぶりのシングル。
2005年に行われたツアーのタイトルにも使用された楽曲で、ライブでも演奏された。
財津和夫が、当時の心境の中で必要なものを考えているうちに「hope」という概念が生まれ、それを基に作成した楽曲である。
「hope」は「魂の中の一筋の光」を意味しており、無心になって作成された。
また、この楽曲とツアーの売り上げの一部は福岡県西方沖地震の被災地復興のための義援金にあてられた。
なお、次のシングル「青春の影vs心の旅 〜2006 Anniversary Mix〜」はセルフカバーであり、2021年現在、この楽曲を最後にシングルの発売は途絶えている。

## 収録曲
全編曲：TULIP
1. hope
  - 作詞・作曲：財津和夫
  - 黄桜「吞キング」CMソング[3]
2. DAKARA
  - 作詞：安部俊幸　作曲：姫野達也
チューリップでは定番だった安部と姫野による楽曲で、2014年に安部が急逝したことで最後の共作曲となった。楽曲の大半はメロディーパートで構成され、サビは最後にしか出てこない。

## クレジット

### TULIP
- 財津和夫：vocal , guitar , keyboard , chorus
- 安部俊幸：guitar , vocal , chorus
- 姫野達也：vocal , guitar , keyboard , chorus
- 上田雅利：drums , vocal , chorus
- 宮城伸一郎：bass , vocal , chorus

### スタッフ
- produced by TULIP
- enginnered by 安部徹 (Frog Entertainment)
- recorded and mixed at リトルバッハ原宿、オンエア麻布スタジオ
- mastered by 川崎洋 (FLAIR)